# Время в России
| KALT | МСК−1 (калининградское время)  | MSK–1 (UTC+2)  | 19:28 |
| MSK  | МСК (московское время)         | MSK+0 (UTC+3)  | 20:28 |
| SAMT | МСК+1 (самарское время)        | MSK+1 (UTC+4)  | 21:28 |
| YEKT | МСК+2 (екатеринбургское время) | MSK+2 (UTC+5)  | 22:28 |
| OMST | МСК+3 (омское время)           | MSK+3 (UTC+6)  | 23:28 |
| KRAT | МСК+4 (красноярское время)     | MSK+4 (UTC+7)  | 00:28 |
| IRKT | МСК+5 (иркутское время)        | MSK+5 (UTC+8)  | 01:28 |
| YAKT | МСК+6 (якутское время)         | MSK+6 (UTC+9)  | 02:28 |
| VLAT | МСК+7 (владивостокское время)  | MSK+7 (UTC+10) | 03:28 |
| MAGT | МСК+8 (магаданское время)      | MSK+8 (UTC+11) | 04:28 |
| PETT | МСК+9 (камчатское время)       | MSK+9 (UTC+12) | 05:28 |

Время в России регулируется федеральным законом «Об исчислении времени», в соответствии с которым с 26 октября 2014 года установлено 11 часовых зон. Территория России по долготе имеет протяжённость 171°22′, или примерно 11,4 часа.
Согласно закону, московское время (МСК, MSK) «соответствует третьему часовому поясу в национальной шкале времени Российской Федерации UTC(SU)+3». Одиннадцать часовых зон, с 1-й по 11-ю, соответствуют по международной нумерации часовым поясам со 2-го по 12-й. Границы часовых зон проходят по границам субъектов Российской Федерации, каждый субъект федерации входит в одну часовую зону, за исключением Якутии, территория которой расположена в трёх часовых зонах (МСК+6, МСК+7, МСК+8).
Переход на летнее время не применяется с 2011 года.

## Время в Российской империи
На территории Российской империи с появлением механических часов использовалось местное среднее солнечное время, причём нередко часы в определённой местности или в административном регионе устанавливались по местному времени главного города. На железных дорогах традиционно использовалось единое петербургское время — среднее солнечное время на Пулковском меридиане.
С развитием железных дорог протяжённые по долготе страны стали переходить на поясное время: Канада и США — в 1883 году, Австралия — в 1895, Бразилия — в 1914.
В 1885 году директор Пулковской обсерватории академик Отто Струве опубликовал статью «О решениях, принятых на Вашингтонской конференции относительно первого меридиана и вселенского времени» (Записки Императорской Академии наук. Т I. Приложение № 3. СПб, 1885). Он отметил в ней, что «в едином счёте времени заинтересована наука вообще, а также администрации железных дорог и телеграфа». По поводу поясного времени с разницей «на целый час» Струве писал, что такой счёт времени «необходимо должен вызывать затруднения… нельзя же, например, для подённых работ, зависящих от продолжительности дня, назначить одни и те же рабочие часы на дню во всех местах этой области, не разбирая, лежат ли эти места вблизи западной или близ восточной её границы». Возможно, мнение академика было решающим для российского правительства, поэтому поясное время так и не было введено.

## Время в СССР
Россия советского периода формально приняла международную систему часовых поясов в 1919 году, однако на всей территории страны поясное время было установлено в 1924 году. В 1918—1921 годах на части территории страны, подконтрольной советской власти, применялся перевод часов на летнее время.

### Летнее время в 1917—1918 годах
В 1917 году в России впервые действовало летнее время, введённое постановлением Временного правительства на период с 1 июля по 31 августа, — оно опережало местное среднее солнечное время на 1 час. Перевести часы для более рационального использования светлого времени суток и экономии дровяного топлива предложил (докладная записка от 4 марта 1917 года) служивший в петроградском «Особом совещании по топливу» известный популяризатор науки Я. И. Перельман. Не дожидаясь окончания действия летнего времени, 17 августа правительство продлило его сначала до 1 октября, а 16 сентября постановило продлить и далее, «впредь до особого распоряжения». В соответствии с декретом уже советской власти 27 декабря 1917 года часы были переведены на 1 час назад.
В 1918 году постановлением Совета народных комиссаров часы в Москве и на подконтрольных советской власти территориях были переведены на 2 часа вперёд 31 мая и на 1 час назад 16 сентября.

### Введение поясного времени
Порядок введения счёта времени по международной системе часовых поясов был установлен декретом от 8 февраля 1919 года. Страна была разделена на 11 часовых поясов — со 2-го, в котором находились Петроград и Москва, по 12-й. Назначенные декретом границы часовых поясов проходили в основном по железным дорогам и рекам (указывалось, что «прилегающая к реке или железной дороге полоса смежного пояса, шириною в 10 вёрст, относится к тому же поясу, к которому отнесена данная река или железная дорога») и не совпадали с граничными меридианами географических поясов. Этим же декретом устанавливался счёт времени в течение суток от 0 до 24 часов, начиная с полуночи, что делало лишними уточняющие прибавки: «пополудни», «пополуночи», «вечера», «дня», «утра» и «ночи». В работе комиссии по подготовке декрета принимал участие председатель Русского географического общества Ю. М. Шокальский. Реализация декрета планировалась в апреле 1919 года, но из-за технических трудностей была отсрочена до 1 июля 1919 года и осуществлена лишь на части территории РСФСР — в стране шла Гражданская война.

#### На части территории РСФСР
Перевод часов 1 июля 1919 года производился одновременно, в среднюю гринвичскую полночь, в разных населённых пунктах и был различен и по величине, и по направлению. На начало суток 1 июля 1919 года в Москве и в ряде регионов действовало летнее время, которое опережало местное среднее солнечное время на 2 часа. В Москве средняя гринвичская полночь наступала в 04:30:17 — это соответствовало долготе астрономической обсерватории Московского университета с учётом летнего времени — в столице часы были переведены на 30 минут 17 секунд назад, то есть фактически был переход на «поясное время плюс 2 часа» (GMT+4). В августе 1919 года часы были переведены только на 1 час назад, после чего в зимний период с 1919 до 1924 года в Москве и в ряде регионов действовало «поясное время плюс 1 час». Такое произвольное отклонение официального времени от времени своего часового пояса допускалось тем же декретом от 8 февраля 1919 года (пункт 6):

При переводе стрелок часов для наивыгоднейшего использования дневного света в отдельных районах допускать отступление от времени соответствующего пояса только на целое число часов без изменения минут и секунд.
Новый отсчёт времени в некоторых отдалённых от Москвы регионах вводился и после 1 июля 1919 года. Например, перевод часов в Челябинской губернии производился в ночь с 31 декабря 1919 на 1 января 1920 года.
Официальное время в Москве и в ряде регионов в 1918—1924 годах:
- 1918 (летний период) — местное среднее солнечное плюс 2 часа;
- 1918 (зимний период) — местное среднее солнечное плюс 1 час;
- 1919 (летний период) — местное среднее солнечное плюс 2 часа, с 1 июля — поясное время плюс 2 часа;
- 1919 (зимний период) — поясное время плюс 1 час;
- 1920 (круглогодично) — поясное время плюс 1 час;
- 1921 (летний период) — поясное время плюс 3 часа;
- 1921 (зимний период) — поясное время плюс 1 час;
- 1922—1923 (круглогодично) — поясное время плюс 1 час;
- 1924 (до 2 мая) — поясное время плюс 1 час.

#### На всей территории СССР
После образования СССР поясное время было введено на всей территории страны постановлением СНК СССР от 15 марта 1924 года. В газете «Известия» указанное постановление было опубликовано 1 апреля 1924 года, а 2 апреля появилась заметка, в которой, в частности, говорилось:

В большинстве стран света время установлено по номерам поясов, к которым относится та или иная местность государства. За начало же международного исчисления счёта времени положены время и пояс Гринвича. Москва по отношению к последнему причислена ко 2-му поясу, а, следовательно, время её должно быть поставлено на 2 часа впереди времени Гринвича.

Между тем, по подсчётам астрономической обсерватории моск. университета было выяснено, что часы в Москве идут на 3 часа впереди гринвичского времени, то есть ровно на 1 час впереди времени второго пояса. По сравнению же со средним солнечным московским временем часы в Москве идут теперь впереди его на 29 минут 43 секунды. То же самое неправильное время в настоящее время установлено и в других местностях Союза ССР.
Фраза: «То же самое неправильное время в настоящее время установлено и в других местностях Союза ССР», не совсем точно отражала действительную ситуацию, так как во многих удалённых от Москвы регионах накануне 1924 года могло действовать время своего часового пояса (не опережающее) или поясное время вообще не применялось.
Порядок перехода всей страны на поясное время был следующим. Сначала, 1 мая 1924 года в 3 часа утра по московскому времени, часы были переведены на всей железной дороге (там действовало время Москвы) на 1 час назад. Одновременно с этим доступные для публики часы на вокзалах и в почтово-телеграфных учреждениях устанавливались так, чтобы они показывали целое число часов, равное номеру часового пояса. Например, в Москве и Ленинграде (2-й часовой пояс) эти часы должны были показывать 2 часа, а в Нижнем Новгороде и Казани (3-й часовой пояс) — 3 часа. После этого, в полночь по местному времени с 1 на 2 мая все остальные часы в каждом населённом пункте следовало установить согласно вышеупомянутым доступным для публики часам. Таким образом, важную роль в процедуре введения поясного времени на всей территории СССР сыграло действующее на железной дороге московское время.
Перевод часов на местах оформлялся соответствующим постановлением. Например, в постановлении Новониколаевского губернского исполнительного комитета оговаривался также порядок работы правительственных учреждений и заведений по новому местному времени.
В регионах часы переводились на поясное время не только в полночь с 1 на 2 мая, но и позже. В ряде мест часы не переводились, так как необходимое поясное время уже действовало накануне 1 мая 1924 года. Например, постановление Пермского окружного исполнительного комитета обязывало оставить «действующий счёт времени» в Перми и в ряде районов Пермского округа.
В 1925—1929 годах в стране действовало поясное время, максимально приближенное к географическому, сезонный перевод часов не применялся.

### Декретное время
В 1930 году согласно постановлению СНК СССР часы на всей территории страны были переведены на 1 час вперёд на период с 21 июня по 30 сентября, но затем действие указанного постановления было продлено — впоследствии такое время стало называться декретным. Продление было связано с недостатком электроэнергии из-за перегрузки электростанций зимой в вечерние часы. В 1931 году ВСНХ предложил перевести часы ещё на час вперёд, однако Госплан выступил против. В 1935 году планировался возврат на поясное время, который так и не был осуществлён.

#### Изменения после 1937 года
После 1937 года происходили изменения, устраняющие применение разного времени на территории сравнительно небольших областей. Таким образом, декретное время в одних регионах (в их западной части) изменялось на 1 час вперёд, опережая установленное в 1924 году поясное время уже на 2 часа, а в других (в восточной части) — на 1 час назад, то есть «декретный час» фактически отменялся.
С 1 декабря 1956 года должны были измениться официальные границы часовых поясов, в частности для устранения нахождения ряда регионов в двух часовых поясах. Как следствие, декретное время ещё в ряде мест должно было измениться или на 1 час вперёд, или на 1 час назад. Перевести часы планировалось 1 декабря 1956 года в 00:00 по московскому времени, но это произошло 1 марта 1957 года, о чём сообщалось в центральных газетах. Перевод часов по районам областей описывался в местных газетах. Так, в областной газете в Молотовской области отмечалось, что «сегодня, первого марта, в Карагайском, Очёрском, Сивинском, Верещагинском районах нашей области рабочий день начался на час раньше прежнего. (…) Теперь во всей нашей области время отличается от Москвы на два часа».
После реформы 1957 года некоторые регионы в европейской части РСФСР, расположенные к востоку от Москвы, официально оставаясь в 3-м часовом поясе, переходили на московское время, тем самым фактически отменяя «декретный час» на всей или на части своей территории.
К 1962 году опережение установленного в 1924 году поясного времени на 2 часа действовало на части территории следующих регионов: Алтайский край, Архангельская, Вологодская, Новосибирская, Пермская, Сахалинская (о. Сахалин), Томская, Тюменская и Читинская области РСФСР, Уральская область Казахской ССР, а также ряда других регионов.
К 1973 году «декретный час» был отменён в следующих регионах (на всей или на части территории региона):
- Дагестанская, Кабардино-Балкарская, Калмыцкая, Коми, Марийская, Мордовская, Северо-Осетинская, Татарская, Чечено-Ингушская, Чувашская, Якутская АССР (Усть-Майский и Томпонский районы);
- Краснодарский, Ставропольский, Красноярский, Хабаровский края;
- Амурская, Архангельская, Владимирская, Вологодская, Воронежская, Горьковская, Ивановская, Иркутская, Костромская, Липецкая, Магаданская, Пензенская, Ростовская, Рязанская, Тамбовская, Тюменская, Ярославская области.

#### Введение летнего времени
С 1 апреля 1981 года в стране вводится регулярный перевод часов на летнее время. Вместе с тем требовалось восстановить соответствие применяемого времени административным часовым поясам, другими словами, восстановить отменённый в разные годы «декретный час» в ряде регионов. Особенно это касалось перешедших на московское время регионов 3-го часового пояса, в котором по состоянию на 1980 год своё местное время сохранили только Астрахань, Волгоград, Ижевск, Киров, Куйбышев (Самара), Саратов и Ульяновск.
1 апреля 1981 года все регионы перевели часы на 1 час вперёд, а 1 октября 1981 года около 30 регионов РСФСР не переводили часы назад, чтобы уже относительно восстановленного декретного времени переходить на летнее время с весны 1982 года. Однако из-за недовольства населения эти регионы весной 1982 года не переводили часы на летнее время, а осенью перевели их вместе со всеми на 1 час назад, вернувшись на своё привычное для зимнего периода время (без «декретного часа»). Таким образом, в тех регионах 3-го часового пояса, где до 1981 года применялось московское время, время МСК+1 действовало лишь с 1 октября 1981 до 1 апреля 1982 года. В газетах отмечалось, что уточнение границ часовых поясов и новый порядок исчисления времени в них привели к нарушению привычного уклада жизни людей, особенно жителей 3-го часового пояса, привыкших к московскому времени, и: «Особенно в тех районах, где люди смотрели прямые телепередачи из столицы. Теперь они засиживались у телеприёмников на час позже против местного отсчёта времени. Отсюда — и многие письма с просьбой восстановить прежний порядок».
После введения сезонного перевода часов местное время в летний период во многих регионах стало опережать установленное в 1924 году поясное время на 2 часа, а в некоторых — на 3 часа. Например, средний солнечный полдень на западе Новосибирской и Томской областей в летний период стал наступать в 15:00, на западе Алтайского края — в 14:48, на западе Читинской области (Забайкальский край с 2008 года) — в 14:49.

#### Реформы времени накануне распада СССР
В 1988 году перешли на время соседнего западного часового пояса, то есть фактически отменили декретное время, Волгоградская и Саратовская области, в 1989 — Латвийская, Литовская и Эстонская ССР, Астраханская, Калининградская, Кировская, Куйбышевская и Ульяновская области, а также Уральская область Казахской ССР, в 1990 — Грузия и Молдавия. Кроме того, в 1990 году некоторые союзные республики отказались от сезонного перевода часов.
С 31 марта 1991 года декретное время было официально отменено на всей территории СССР, кроме Туркменистана и западных областей Узбекистана. При этом сезонный перевод часов в 1991 году сохранялся почти на всей территории СССР (кроме Таджикской, Туркменской и Узбекской ССР).
Декретное время отменялось без учёта того, что во многих регионах РСФСР оно было уже фактически отменено. Поэтому в этих регионах местное время с 29 сентября 1991 года стало отставать на 1 час от установленного в 1924 году поясного времени, а в целом по стране «зимнее» время почти везде сдвинулось на 1 час назад.
Отмена декретного времени в союзных республиках в 1989—1991 годах совпала с периодом распада СССР.
23 октября 1991 года Совет Республики Верховного Совета РСФСР своим постановлением обязал правительство восстановить декретное время на территории РСФСР, констатируя, что реализация постановления от 4 февраля 1991 года «об отмене действия декретного времени и переводе стрелки часов на 1 час назад 29 сентября 1991 года привела к сокращению продолжительности светового дня на значительной части территории РСФСР, вызвала недовольство населения и привела к увеличению расхода электроэнергии».

## Время в России в 1992—2009 годах
| USZ1 | МСК−1, UTC+2  |
| MSK  | МСК, UTC+3    |
| SAMT | МСК+1, UTC+4  |
| YEKT | МСК+2, UTC+5  |
| OMST | МСК+3, UTC+6  |
| KRAT | МСК+4, UTC+7  |
| IRKT | МСК+5, UTC+8  |
| YAKT | МСК+6, UTC+9  |
| VLAT | МСК+7, UTC+10 |
| MAGT | МСК+8, UTC+11 |
| PETT | МСК+9, UTC+12 |

Декретное время на территории России было восстановлено постановлением от 8 января 1992 года. Часы почти на всей территории страны были переведены на 1 час вперёд 19 января 1992 года. С марта 1992 года был продолжен не отменявшийся сезонный перевод часов.
После 1992 года продолжался переход регионов на время соседнего западного часового пояса (фактическая отмена декретного времени). На время МСК+3 перешли: Новосибирская область 23 мая 1993 года, Алтайский край и Республика Алтай 28 мая 1995 года; на время МСК+7 — Сахалинская область (о. Сахалин) 30 марта 1997 года. Переходу Томской области 1 мая 2002 года на время МСК+3 предшествовали парламентские слушания в 2001 году с участием председателя Санкт-Петербургского общественного комитета «За восстановление в России жизни по поясному времени» Вячеслава Апрелева.
С 1996 года осенний перевод часов стал производиться на месяц позже — в последнее воскресенье октября.
После 2000 года предпринимались попытки по замене постановления от 8 января 1992 года федеральным законом. В Госдуму были внесены следующие законопроекты (указаны дата внесения и регистрационный номер):
- 13.12.2001, 161743-3 — «О переходе Российской Федерации к поясному времени», внесён Законодательной Думой Томской области[43], предусматривал отмену декретного и летнего времени, к 2003 году получил поддержку ещё 66 обратившихся в Госдуму регионов[44] (к тому моменту появилось официальное заключение Российской академии медицинских наук о вредных последствиях сдвигов во времени для здоровья населения[45]), получил отрицательный отзыв правительства и был отклонён;
- 23.05.2008, 63422-5 — «О порядке исчисления времени на территории Российской Федерации», внесён группой депутатов Госдумы, предусматривал отмену летнего времени, получил отрицательный отзыв правительства и был отклонён[46];
- 13.11.2009, 283223-5 — «О переходе Российской Федерации к поясному времени», внесён группой депутатов Госдумы, предусматривал отмену декретного и летнего времени, поддержан, в частности, Томской областью[47], получил отрицательный отзыв правительства и был отозван инициаторами;
- 19.11.2009, 286389-5 — «Об исчислении времени на территории Российской Федерации», внесён группой депутатов Госдумы, предусматривал отмену летнего времени, получил отрицательный отзыв правительства и был отклонён.

В рамках действующего постановления от 8 января 1992 года было обращение к правительству РФ в 2007 году от законодательной власти Кемеровской области с просьбой об отмене сезонного перевода часов (летнего времени).

## Время и официальные часовые пояса
Особенностью законодательного оформления в СССР и России в период с 1924 до 2011 года было то, что существовали официальные (формальные) административные часовые пояса, но входящие в данный часовой пояс отдельные (или все, как при установлении декретного времени в 1930—1931 годах) регионы могли применять время соседнего пояса. Как следствие, к 2011 году фактические часовые пояса — зоны с единым временем — значительно отличались от официальных часовых поясов, установленных в 1919—1924 годах, а в ряде мест был нарушен принцип непрерывности часовых поясов — появились границы, где применяемое время изменяется сразу на 2 часа.
Официальные часовые пояса после 1919 года изменялись всего 3 раза — в 1956, 1980 и 1992 годах, а фактические пояса изменялись значительно чаще — с каждым началом применения в каком-либо регионе времени соседнего часового пояса.
| Год  | Официальные часовые пояса | Официальные часовые пояса | Применяемое время (часовые зоны) на всей территории страны | Применяемое время (часовые зоны) на всей территории страны | Применяемое время (часовые зоны) в северных широтах | Применяемое время (часовые зоны) в северных широтах |
| Год  | количество                | смещение относительно UTC | количество                                                 | смещение относительно UTC                                  | количество                                          | смещение относительно UTC                           |
| ---- | ------------------------- | ------------------------- | ---------------------------------------------------------- | ---------------------------------------------------------- | --------------------------------------------------- | --------------------------------------------------- |
| 1957 | 11                        | 2...12                    | 11                                                         | 3...13                                                     | 11                                                  | 3...13                                              |
| 1969 | 11                        | 2...12                    | 11                                                         | 3...13                                                     | 10                                                  | 3, 4, 5, 7, 8, 9, 10, 11, 12, 13                    |
| 1980 | 11                        | 2...12                    | 11                                                         | 3...13                                                     | 9                                                   | 3, 5, 7, 8, 9, 10, 11, 12, 13                       |
| 1981 | 11                        | 2...12                    | 11                                                         | 3...13                                                     | 10                                                  | 3, 4, 6, 7, 8, 9, 10, 11, 12, 13                    |
| 1982 | 11                        | 2...12                    | 10                                                         | 3...12                                                     | 8                                                   | 3, 4, 5, 7, 9, 10, 11, 12                           |
| 1989 | 11                        | 2...12                    | 11                                                         | 2...12                                                     | 7                                                   | 3, 5, 7, 9, 10, 11, 12                              |
| 1991 | 11                        | 2...12                    | 10                                                         | 2...11                                                     | 7                                                   | 2, 4, 6, 8, 9, 10, 11                               |
| 1992 | 10                        | 2...11                    | 11                                                         | 2...12                                                     | 7                                                   | 3, 5, 7, 9, 10, 11, 12                              |
| 2010 | 10                        | 2...11                    | 9                                                          | 2, 3, 5, 6, 7, 8, 9, 10, 11                                | 6                                                   | 3, 5, 7, 9, 10, 11                                  |
| 2011 |                           |                           | 9                                                          | 3, 4, 6, 7, 8, 9, 10, 11, 12                               | 6                                                   | 4, 6, 8, 10, 11, 12                                 |
| 2014 |                           |                           | 11                                                         | 2...12                                                     | 7                                                   | 3, 5, 7, 9, 10, 11, 12                              |

## Реформы 2010—2014 годов

### Сокращение количества часовых зон

#### Предложение президента
12 ноября 2009 года президент Медведев в ходе своего послания Федеральному собранию предложил «рассмотреть возможность сокращения количества часовых поясов» в России, добавив при этом вопрос о «целесообразности перехода на летнее и зимнее время». С разъяснением предложения президента выступил руководитель рабочей группы по реформе исчисления времени, доктор географических наук заместитель директора Института географии РАН Аркадий Тишков, отвечая на вопросы читателей Ленты.ру:

В Послании президента к Федеральному собранию Российской Федерации 2009 года речь идёт не о «возможности сокращения часовых поясов» (их в России всегда будет 11), а о возможности сокращения числа часовых поясов в пределах границ определённой группы субъектов Федерации. То есть о предложениях по новому районированию территории Российской Федерации с «приближением» (отнесением) некоторых промышленно развитых регионов Дальнего Востока и Сибири по установленному на их территории времени к часовым поясам, располагаемым западнее.
По заявлению Аркадия Тишкова, предполагалось «сделать такой формат изменений, который позволит перекрываться рабочему дню на 1—2 часа между Москвой и Владивостоком, чтобы успевать принимать оперативные управленческие решения».
Сокращение количества часовых поясов стало бы нарушением действовавших на тот момент «Правил определения границ часовых поясов на территории Российской Федерации» (Приложение № 2 к постановлению от 8 января 1992 года), предписывающих «обязательное соблюдение непрерывной последовательности часовых поясов».

#### Некоторые проекты
Пересмотр количества часовых поясов многие учёные восприняли с удивлением, но были мнения и в поддержку. Так, главный научный сотрудник Института медико-биологических проблем РАН Светлана Степанова заявила, что сдвиг часов на 1 час не приносит вреда здоровью, а в случае сдвига на 2 часа человек адаптируется к новым условиям через двое суток, если на 3 часа — через трое, и далее соответственно. Она отметила, что сдвиг официального времени воздействует на человека так же, как перелёт в другие часовые пояса (джетлаг), то есть от сдвига времени возможны лишь быстропроходящие нарушения сна, аппетита и так далее. Светлана Степанова предлагала сформировать 7 часовых зон, при этом во Владивостоке временной сдвиг составил бы 3 часа (средний полдень в зимний период наступал бы в 10:13), но, по её мнению, это не сказалось бы негативно на самочувствии людей, так как вставать они будут позже на 3 часа. Она лишь добавила:

Правда, это будет сопровождаться сокращением светлого времени суток, доступного для нашего восприятия, то есть сумерки будут наступать раньше привычного. И это может негативно восприниматься людьми.
Подобное предложение — по сдвигу времени во Владивостоке на 3 часа назад и сокращению временной разницы с Москвой до 4 часов — депутат Законодательного собрания Приморского края Геннадий Лазарев озвучил ещё в октябре 2009 года, до выступления президента Медведева. Комментарий Аркадия Тишкова к этому предложению был следующим: «Но я думаю, что уважаемый профессор — не географ и тем более не медико-биолог или физиолог. Иначе бы он такую глупость не предложил».
Менее абсурдным (на первый взгляд) представлялся проект, по которому временной сдвиг во Владивостоке был не более 1 часа (перевод часов на 1 час назад), но в некоторых регионах мог быть 2 часа. По этому проекту предполагалось сокращение количества зон до пяти, с разницей времени в смежных зонах 2 часа, то есть требовалось сформировать зоны:
- МСК, UTC+3 — от Калининграда до Перми и Уфы;
- МСК+2 — от Екатеринбурга и Челябинска до Томска и Кемерово;
- МСК+4 — от Красноярска и Абакана до Улан-Удэ и Читы;
- МСК+6 — от Благовещенска до Южно-Сахалинска, включая всю Якутию;
- МСК+8 — от Магадана до Анадыря.

Ответы Аркадия Тишкова на вопросы читателей были противоречивыми и не дающими представления о реальном плане реформы, например:

Оптимально — сохранение тех же 11 часовых поясов, установленных в соответствии с природой. Возможно, для повышения управленческой эффективности и решения политических задач речь может идти о 6—7 часовых поясах (Московском, Уральском, Западно-Сибирском, Красноярском, Иркутско-Якутском, Владивостокском, Магаданско-Камчатско-Чукотском). Не менее.
А также: «Приблизить Владивосток, Петропавловск и Анадырь к Москве на 1—2 часа (а это достаточно для оперативных управленческих решений) можно… Надо убрать и просто реликтовые издержки прежних реформ времени, когда время соседних регионов различается на 2 часа… Есть логика в том, чтобы все регионы Европейской России объединить в единый пояс. Регионы Западной Сибири — тоже».
В середине 2010 года появился проект от Минобороны, в котором предлагалось 7 часовых зон. В проекте не было привязки к UTC, и при его анализе специалистами делалось предположение о соответствии МСК UTC+5. Однако представляется более вероятным, что авторы проекта учли изменения, произошедшие в марте 2010 года (отсутствие зоны МСК+1, самая восточная зона — UTC+11), и имели в виду соответствие МСК UTC+4. В подтверждение этому — пояснение о целесообразности поиска решения «в пределах не далее одного часа от нынешнего летнего времени для каждого региона». То есть, например, для Иркутска и Улан-Удэ разница с UTC должна быть не более 10 часов, а для Якутска — не более 11 часов.

#### Начало реформы
В 2010 году, не переводя часы 28 марта на летнее время, Самарская область и Удмуртия перешли на время МСК, Кемеровская область — на МСК+3, Камчатский край и Чукотский автономный округ — на МСК+8. Количество зон, где действовало единое время, сократилось с 11 до 9 — перестало применяться время МСК+1 и МСК+9. Световой день в указанных регионах сместился на утренние часы.
С обоснованием перевода часов в Кемеровской области выступил на прошедшем 24 марта совещании у президента губернатор Аман Тулеев.
Средний полдень в зимний период после октября 2010 года в Удмуртии и Самарской области по сравнению с большинством российских регионов стал относительно ранним — в Самаре 11:39, в Ижевске 11:27. В Петропавловске-Камчатском средний полдень зимой стал наступать в 12:25 — почти как в Москве (12:30). В связи с этим начало рабочего и учебного дня в Камчатском крае переносилось примерно на час раньше — рекомендовалось начало не с 9:00, а с 8:00. Таким образом, в плане выравнивания световой обстановки в разных регионах в зависимости от применяемого времени, было обоснованным устранение только времени МСК+9. Протяжённость обновлённой в 2010 году часовой зоны МСК+8 от крайних участков западной и восточной границы стала составлять 3,4 часа, что несколько превышало протяжённость зоны МСК (2,6 часа), но оправдывалось вхождением в её состав малонаселённых приполярных территорий Чукотского автономного округа.
Реформа 2010 года примечательна тем, что число регионов России, фактически отменивших декретное время, было на тот момент наибольшим (см. Декретное время#Отмена «декретного часа» по состоянию на 2010 год).

#### Попытка продолжения реформы
В ноябре 2010 года обращения в правительство России с просьбой сократить на час разницу по времени с Москвой направили:
- 02.11.2010[* 6] — Республика Бурятия — на МСК+4[60];
- 09.11.2010 — Еврейская автономная область — на МСК+6[61];
- 10.11.2010 — Республика Саха (Якутия) — на МСК+6 и МСК+7[62] (сокращение разницы с Москвой только для восточных районов Якутии), затем 24.12.2010 новое обращение — МСК+6 на всей территории[63];
- 11.11.2010[* 6] — Хабаровский край — на МСК+6[64];
- 12.11.2010 — Камчатский край — на МСК+7[65];
- 13.11.2010 — Омская область — на МСК+2[66] (обращение отозвано в феврале 2011 года);
- 15.11.2010 — Чукотский автономный округ — на МСК+7[67];
- 17.11.2010 — Иркутская область — на МСК+4[68];
- 18.11.2010 — Магаданская область — на МСК+7[69];
- 18.11.2010 — Приморский край — на МСК+6[70];
- 19.11.2010 — Сахалинская область — на МСК+6[71].

Столь короткий период подачи обращений указывает на то, что решения на местах принимались, скорее всего, по указке сверху. Реализация обращений привела бы к установлению семи часовых зон. В перечисленных регионах президентская идея о повышении оперативности взаимодействия региональной государственной власти с федеральными органами дополнялась более понятными для населения местными аргументами. В частности, говорилось о создании комфортных условий для общения населения, проживающего в восточных регионах, с родными и близкими в центральной России, а также для расширения возможности в получении информации федеральных телеканалов. Последнее подкреплялось жалобами на то, что, например, в Иркутской области передача «Спокойной ночи, малыши!» идёт в десять вечера вместо девяти, из-за чего дети существенно недосыпают.
Губернатор Приморского края Сергей Дарькин аргументировал инициативу тем, что в расположенной восточнее Приморья Японии разница по времени с Москвой меньше, а средняя продолжительность жизни на 20 лет больше. Были высказывания, что переход Приморья на время МСК+6 облегчит связь региональных органов власти с Москвой и снизит риск раковых заболеваний на 5—10 %. Противников перехода смущало более раннее наступление темноты, что могло повлечь за собой рост уличной преступности и другие неудобства.
Предложения от Камчатского края и Чукотского автономного округа означали ещё одно изменение официального времени после марта 2010 года. После такого предложения недовольное население Петропавловска-Камчатского организовало 11 декабря 2010 года митинг протеста, где собралось более трёх тысяч человек. Участники требовали вернуть 9-часовую разницу по времени с Москвой, как было до марта 2010 года. Активисты направили в адрес федеральных и местных властей обращение с подписями более 30 тысяч жителей региона. Ещё один митинг на Камчатке за возвращение 9-часовой разницы с Москвой состоялся 29 января 2011 года. Накануне власти края призвали жителей отказаться от митингов, заверив, что вопрос об установлении 7-часовой разницы с Москвой снят, и что весной 2011 года вся страна перейдёт на летнее время, а осенью возврата на час назад не будет.

### Законопроект об отмене перевода часов
В октябре 2010 года в Госдуму был внесён законопроект «О переходе РФ к международной системе часовых поясов» (№ 441798-5). Авторы — Владимир Жириновский и Игорь Лебедев — предлагали вернуться к «постоянному декретному времени», действовавшему с 1930 по 1981 год, то есть отменить сезонный перевод часов. При этом предлагалось изменять весной и осенью время начала работы всех организаций и учреждений. В феврале 2011 года законопроект получил отрицательный отзыв правительства, в частности из-за необходимого при этом увеличения числа часовых поясов, и в апреле 2011 года был отклонён.

### Отмена сезонного перевода часов
8 февраля 2011 года президент Медведев объявил об отмене сезонного перевода часов, сформулировав это как «решение об отмене перехода на зимнее время». Помощник президента Аркадий Дворкович сообщил журналистам, что для регионов, изменивших местное время в 2010 году, «это означает частичную компенсацию потери светового дня».
| USZ1 | МСК−1, UTC+3  |
| MSK  | МСК, UTC+4    |
| YEKT | МСК+2, UTC+6  |
| OMST | МСК+3, UTC+7  |
| KRAT | МСК+4, UTC+8  |
| IRKT | МСК+5, UTC+9  |
| YAKT | МСК+6, UTC+10 |
| VLAT | МСК+7, UTC+11 |
| MAGT | МСК+8, UTC+12 |

В соответствии с действующим на тот момент постановлением 1992 года, 27 марта 2011 года часы были переведены на 1 час вперёд. 3 июня 2011 года был принят закон «Об исчислении времени», который в явном виде не отменял сезонный перевод часов. 31 августа 2011 года вышло постановление правительства, отменившее сезонный перевод часов и установившее московское время в соответствие UTC(SU) плюс 4 часа, а также количество (девять) и состав часовых зон.
В последующие годы в СМИ появилось словосочетание «постоянное летнее время». Реформа была неоднозначно воспринята населением, хотя её поддержал ряд экспертов, в частности Аркадий Тишков. Во всех регионах, кроме изменивших время в 2010 году, световой день с конца октября до конца марта сместился на вечерние часы, что было негативно воспринято некоторой частью населения — многие жаловались на усталость и недосыпание, дети были вынуждены ходить в детские сады и школы в темноте. В ряде регионов начало рабочего и учебного дня переносилось на час позже.
Реформа, по сути, привела к восстановлению «декретного часа» в регионах, где он когда-то был отменён, но в ряде мест время стало опережать установленное в 1924 году поясное время на 2 и на 3 часа. Заинтересованность в такой реформе была проявлена ещё в марте 2010 года представителями энергетической отрасли страны, которые заявили, что «следует рассмотреть вариант сохранения и декретного, и летнего времени в течение года».
По одной из версий, изменившееся исчисление времени стало причиной потери запущенной 9 ноября 2011 года межпланетной станции «Фобос-Грунт». На её борту конфликтовали две системы отсчёта времени — декретное московское время (UTC+3) и изменённое московское время (UTC+4).

### Смена терминологии
Законом «Об исчислении времени» с 2011 года были введены термины:
- часовая зона, определяемая как часть территории Российской Федерации, на которой действует единое время;
- местное время — фактически взамен терминов поясное время и декретное время.

Введение термина «часовая зона» было обусловлено планировавшимся в 2009—2011 годах сокращением количества градаций применяемого в России времени, но благодаря его введению прекратилось совместное существование в России формальных и фактических административных часовых поясов. Термины «часовая зона» и «административный часовой пояс» в России с 2011 года стали эквивалентными.

### Попытки изменения закона «Об исчислении времени»
С 2012 по 2014 год Государственная дума находилась в конфронтации с правительством РФ по вопросу исчисления времени.
Комитет Государственной думы по охране здоровья провёл 6 марта 2012 года «круглый стол» на тему: «О проблемах медико-социального характера сезонных переводов времени». По итогам обсуждения рекомендовалось внести в закон поправки, отменяющие действие «декретного» и «летнего» времени — то, на чём настаивал участвующий в «круглом столе» Вячеслав Апрелев — хотя заместитель председателя Комитета Госдумы по науке и наукоёмким технологиям Николай Герасименко предлагал сначала вернуться к «зимнему» времени, а отмену «декретного» времени отложить на второй этап. Также в Госдуме 27 сентября 2012 года прошли парламентские слушания, в выводах которых представлялась «обоснованной необходимость возврата к исчислению времени, приближенному к поясным значениям времени», и даны рекомендации правительству провести исследования «о влиянии системы исчисления времени на здоровье населения и социально-экономическое развитие страны».
Министерство промышленности и торговли РФ, обосновывая применение постоянного летнего времени, подготовило в 2013 году «Расчёты и аналитические материалы в отношении влияния на жизнедеятельность и здоровье населения отмены сезонного перехода на „летнее“ и „зимнее“ время». Эти материалы, в частности, были рекомендованы Министерством образования и науки РФ для проведения «разъяснительных работ среди педработников, учащихся и родителей» в регионах, так как, по мнению представителей министерства, «существующее негативное общественное восприятие перехода на постоянное летнее время обусловлено отсутствием активной информационной кампании».
Депутатами Госдумы был внесён ряд законопроектов по отмене действия постоянного летнего времени (указаны дата внесения и регистрационный номер законопроекта):
- 07.02.2012, 17146-6 — установить московское время, как время географического часового пояса плюс один час;
- 20.09.2012, 140407-6 — установить московское время соответствующим всемирному координированному времени плюс 3 часа;
- 06.09.2013, 339386-6 — осуществлять исчисление времени в соответствии с установленными часовыми поясами с прибавлением одного часа;
- 20.09.2013, 344473-6 — вернуться к сезонному переводу часов;
- 20.01.2014, 431985-6 — законопроект председателя Комитета Государственной думы по охране здоровья С. В. Калашникова, оказавшийся реализованным в условиях продолжающейся конфронтации с правительством[94] (см. #Изменения 2014 года).

В октябре 2013 года Всероссийский центр изучения общественного мнения (ВЦИОМ) представил данные о том, что только 32 % россиян положительно относятся к отмене сезонного перевода часов с переходом на постоянное летнее время. В феврале 2011 года таковых было 73 %, в феврале 2012 года — 44 %, в феврале 2013 года — 34 %.

### Часовые зоны с 31 августа 2011 по 25 октября 2014 года
- 1-я часовая зона (МСК−1, UTC+3): Калининградская область.
- 2-я часовая зона. Московское время (МСК, UTC+4): Адыгея, Дагестан, Ингушетия, Кабардино-Балкария, Калмыкия, Карачаево-Черкесия, Карелия, Коми, Марий Эл, Мордовия, Северная Осетия — Алания, Татарстан, Удмуртия, Чечня, Чувашия, Краснодарский и Ставропольский края, Архангельская, Астраханская, Белгородская, Брянская, Владимирская, Волгоградская, Вологодская, Воронежская, Ивановская, Калужская, Кировская, Костромская, Курская, Ленинградская, Липецкая, Московская, Мурманская, Нижегородская, Новгородская, Орловская, Пензенская, Псковская, Ростовская, Рязанская, Самарская, Саратовская, Смоленская, Тамбовская, Тверская, Тульская, Ульяновская, Ярославская области, Ненецкий автономный округ, города федерального значения Москва, Санкт-Петербург.
- 3-я часовая зона (МСК+2, UTC+6): Башкортостан, Пермский край, Курганская, Оренбургская, Свердловская, Тюменская, Челябинская области, Ханты-Мансийский автономный округ — Югра, Ямало-Ненецкий автономный округ.
- 4-я часовая зона (МСК+3, UTC+7): Республика Алтай, Алтайский край, Новосибирская, Омская, Томская области.
- 5-я часовая зона (МСК+4, UTC+8): Тыва, Хакасия, Красноярский край, Кемеровская область.
- 6-я часовая зона (МСК+5, UTC+9): Бурятия, Иркутская область.
- 7-я часовая зона (МСК+6, UTC+10): Якутия (Алданский, Амгинский, Анабарский, Булунский, Верхневилюйский, Вилюйский, Горный, Жиганский, Кобяйский, Ленский, Мегино-Кангаласский, Мирнинский, Намский, Нерюнгринский, Нюрбинский, Оленёкский, Олёкминский, Сунтарский, Таттинский, Томпонский, Усть-Алданский, Усть-Майский, Хангаласский, Чурапчинский и Эвено-Бытантайский улусы (районы), городские округа Якутск и Жатай), Забайкальский край, Амурская область.
- 8-я часовая зона (МСК+7, UTC+11): Якутия (Верхоянский, Оймяконский и Усть-Янский улусы (районы)), Приморский край, Хабаровский край, Сахалинская область (кроме Северо-Курильского городского округа), Еврейская автономная область.
- 9-я часовая зона (МСК+8, UTC+12): Якутия (Абыйский, Аллаиховский, Верхнеколымский, Момский, Нижнеколымский и Среднеколымский улусы (районы)), Камчатский край, Магаданская область, Сахалинская область (Северо-Курильский городской округ), Чукотский автономный округ.

### Время в Крыму
Два новообразованных субъекта Российской Федерации, Республика Крым и город Севастополь, вплоть до 29 марта 2014 года применяли своё прежнее, восточноевропейское время — UTC+2 зимой и UTC+3 летом. С 30 марта 2014 года Республика Крым и город Севастополь, осуществив перевод часов на 2 часа вперёд, перешли на московское время, которое на тот момент соответствовало UTC+4. В связи с этим начало рабочего и учебного дня в ряде мест переносилось на более позднее время.

### Изменения 2014 года
20 января 2014 года в Госдуму был внесён законопроект № 431985-6 «О внесении изменений в Федеральный закон „Об исчислении времени“», предусматривающий увеличение количества часовых зон до 10 (вместо 9) и установление часовых зон «с учётом максимального приближения к часовым поясам всемирного координированного времени» (московское время должно соответствовать UTC+3). Кроме того, в законопроекте был детально прописан состав часовых зон, тем самым вопросы установления времени в часовых зонах и изменения состава часовых зон становились прерогативой Госдумы. Законопроект, подготовленный к первому чтению, предусматривал перевод часов:
- на 1 час назад — в подавляющем числе регионов, кроме Республики Коми;
- на 2 часа назад — в девяти регионах (Пермь, Уфа, Оренбург, Омск, Чита, Якутск, Биробиджан, Хабаровск, Владивосток).

В официальном отзыве правительства, возглавляемого на тот момент экс-президентом Медведевым, отмечалось, что реализация законопроекта «приведёт к существенному сокращению эффективно используемого населением светлого вечернего времени суток в период с 18:00 до 23:00». В целом отзыв правительства нельзя было назвать ни отрицательным, ни положительным, однако поспорить с депутатами в апреле 2014 года изъявил желание вице-премьер Аркадий Дворкович, курировавший этот вопрос в правительстве. Чуть позже, с целью в основном сохранить существующий порядок исчисления времени (московское время UTC+4), в правительстве были подготовлены предложения, направленные на формирование обширной часовой зоны МСК+1 (UTC+5), но эти предложения, как и попытка научного обоснования оптимальности постоянного летнего времени, были отклонены. Тем не менее ко второму чтению в законопроект были внесены поправки, предусматривающие перевод часов:
| USZ1 | МСК−1, UTC+2  |
| MSK  | МСК, UTC+3    |
| SAMT | МСК+1, UTC+4  |
| YEKT | МСК+2, UTC+5  |
| OMST | МСК+3, UTC+6  |
| KRAT | МСК+4, UTC+7  |
| IRKT | МСК+5, UTC+8  |
| YAKT | МСК+6, UTC+9  |
| VLAT | МСК+7, UTC+10 |
| SRET | МСК+8, UTC+11 |
| PETT | МСК+9, UTC+12 |

- на 1 час назад — в подавляющем числе регионов, кроме Удмуртии, Самарской и Кемеровской областей, Камчатского края и Чукотского автономного округа;
- на 2 часа назад — в Забайкальском крае и в Магаданской области.

С этими поправками закон был принят в Госдуме и 21 июля 2014 года подписан президентом. По результатам проведённого в июле 2014 года опроса ВЦИОМ:
- 35 % за сезонный перевод часов;
- 33 % за постоянное «зимнее» время;
- 19 % за постоянное летнее время.

С критикой принятого закона выступил Аркадий Тишков. В поддержку закона высказались ведущие сомнологи и хронобиологи — доктора биологических наук Владимир Ковальзон, Владимир Дорохов, Михаил Борисенков. Опрос накануне перевода часов на «зимнее» время показал, как москвичи относятся к этому событию: 42 % — положительно, 12 % — отрицательно, 35 % — безразлично, 11 % затруднились ответить.
С 26 октября 2014 года количество часовых зон увеличилось до 11 — были восстановлены часовые зоны МСК+1 и МСК+9. Население часовой зоны МСК+8 оказалась самым малочисленным — около 30 тысяч человек (по данным на 2015 год).
Перевод часов в двух регионах сразу на 2 часа назад вызвал недовольство населения и был очевидной ошибкой поправок к закону «Об исчислении времени». Подобные прецеденты в мировой истории времяисчисления встречались достаточно редко (такое, например, было осенью 1994 года в Мангистауской области Казахстана). Что касается Магаданской области, то там перевод на 2 часа назад не был географически оправдан, так как часовая зона МСК+7 оказалась выдвинутой далеко на восток относительно зоны МСК+8. О нарушении привычного образа жизни жителей Магадана и о необходимости перехода в часовую зону МСК+8 говорилось в обращении молодёжной общественной палаты при Магаданской областной Думе.

## Период 2014—2018 годов
Возврат на постоянное «зимнее» время в октябре 2014 года был одобрен большинством населения по итогам опроса «Левада-Центром», проведённого в середине ноября 2014 года, но вызвал недовольство части населения в разных регионах, особенно в летний период следующего, 2015 года. Люди стали жаловаться на недостаток солнечного света в вечерний период бодрствования, после окончания рабочего дня. Вместе с тем проведённые в период с 2009 по 2016 год исследования под руководством доктора биологических наук М. Ф. Борисенкова привели к выводу, что действовавшее в 2011—2014 годах постоянное летнее время в целом оказывало негативное воздействие на здоровье людей, и что из трёх систем исчисления времени — сезонное время, постоянное летнее, постоянное «зимнее» — для циркадных ритмов человека наиболее безопасно постоянное «зимнее» время.

### Законопроекты об изменении местного времени
В ряде регионов недовольство возвратом на «зимнее» время было поддержано региональной властью вплоть до оформления обращений в Госдуму с поправками к закону «Об исчислении времени». Обращения об отнесении региона к соседней восточной часовой зоне направили (указаны дата внесения и регистрационный номер законопроекта):
- 16.07.2015, 840321-6 — Законодательное Собрание Забайкальского края, из МСК+5 в МСК+6. Закон подписан 30.12.2015.
- 15.08.2015, 862646-6 — Дума Астраханской области, из МСК в МСК+1. Закон подписан 15.02.2016.
- 28.09.2015, 888645-6 — Сахалинская областная Дума, из МСК+7 в МСК+8 (после областного опроса с 91 процентом проголосовавших за перевод[115]). Закон подписан 09.03.2016.
- 03.11.2015, 920582-6 — Законодательное Собрание Ульяновской области, из МСК в МСК+1. Закон подписан 09.03.2016.
- 23.11.2015, 935532-6 — Государственное Собрание — Эл Курултай Республики Алтай, из МСК+3 в МСК+4. Закон подписан 09.03.2016.
- 03.12.2015, 944348-6 — Алтайское краевое Законодательное Собрание, из МСК+3 в МСК+4. Закон подписан 09.03.2016.
- 08.12.2015, 948300-6 — Магаданская областная Дума, из МСК+7 в МСК+8. Закон подписан 05.04.2016.
- 24.02.2016, 1003422-6 — депутат Госдумы А. Н. Диденко, перевод Томской области из МСК+3 в МСК+4 (исключая Александровский район и город Стрежевой). Законопроект отклонён.
- 27.02.2016, 1006865-6 — Законодательная Дума Томской области, из МСК+3 в МСК+4. Закон подписан 26.04.2016.
- 28.04.2016, 1058438-6 — депутат Госдумы О. Н. Алимова, перевод Саратовской области из МСК в МСК+1. Законопроект отклонён.
- 26.05.2016, 1083558-6 — Саратовская областная Дума, из МСК в МСК+1. Закон подписан 22.11.2016.
- 30.05.2016, 1085784-6 — Законодательное Собрание Новосибирской области, из МСК+3 в МСК+4. Закон подписан 03.07.2016.
- 07.02.2018, 383137-7 — депутат Госдумы А. В. Барышев, установление московского времени равным UTC+4 (вместо UTC+3) с соответствующим изменением во всех часовых зонах. Отрицательный отзыв правительства размещён на сайте Госдумы 09.06.2018. Законопроект отозван 17.09.2018.
- 27.04.2018, 452878-7 — Волгоградская областная Дума, из МСК в МСК+1 (после областного референдума с соотношением голосов примерно 59 на 40 процентов). Закон подписан 11.10.2018.

Первые четыре из представленных законопроектов, а также законопроекты № 1083558-6, 452878-7 получили положительный отзыв правительства РФ с одинаковой формулировкой: «Указанные изменения приведут к увеличению суммарного за год эффективно используемого населением светлого вечернего времени суток в период с 18 до 23 часов». На ряд законопроектов отзыв правительства не представлялся.

### Состоявшиеся изменения
Согласно поправкам в законе «Об исчислении времени» перешли в соседние восточные часовые зоны (перевели часы на 1 час вперёд в 2:00 по местному времени) следующие регионы:
- 27.03.2016 — Республика Алтай, Алтайский и Забайкальский края, Астраханская, Сахалинская (исключая Северо-Курильский городской округ) и Ульяновская области;
- 24.04.2016 — Магаданская область;
- 29.05.2016 — Томская область;
- 24.07.2016 — Новосибирская область;
- 04.12.2016 — Саратовская область;
- 28.10.2018 — Волгоградская область.

При этом на постоянное летнее время, действовавшее в 2011—2014 годах, вернулись 9 регионов (Республика Алтай, Алтайский край, Астраханская, Волгоградская, Новосибирская, Саратовская, Томская, Ульяновская и Сахалинская области).

### Причины и результаты изменений
В ряде регионов инициативы по изменению местного времени обосновывались фактом длительного применения в прошлом в этих регионах декретного времени. Решения о переходе регионов в соседние восточные часовые зоны принимались с учётом мнения населения этих регионов. Так, в Томской области высказались «за» в опросе методом формализованного интервью с объёмом выборки 1500 респондентов 62 %, а в онлайн-опросе на сайте областной Думы (27 277 участников) — 81 %.
Результатом изменений в 2011—2016 годах стало восстановление упразднённой в 2010 году часовой зоны МСК+1. Вместе с тем расширение часовой зоны МСК+4 (UTC+7) на запад привело к тому, что в зоне МСК+3 осталась только Омская область, а полдень на западе смежных с ней Томской и Новосибирской областей стал наступать около 14:00.
В целом за период 2011—2018 годов «декретный час» вернулся почти во все регионы, отменившие его в 1988—2010 годах (Астрахань, Барнаул, Волгоград, Горно-Алтайск, Ижевск, Кемерово, Новосибирск, Петропавловск-Камчатский, Самара, Саратов, Томск, Ульяновск), и восстановилось двухчасовое опережение установленного в 1924 году поясного времени на западе Алтайского и Забайкальского краёв, Новосибирской, Томской и Сахалинской (о. Сахалин) областей.

## Период после 2018 года
Законопроекты этого периода (указаны дата внесения и регистрационный номер законопроекта):
- 19.03.2019, 668632-7 — депутат Госдумы А. В. Барышев, введение сезонного перевода часов. Решением профильного комитета от 16.05.2019 предложено вернуть законопроект инициаторам из-за отсутствия заключения правительства РФ — в реализации законопроекта усматривается необходимость расходов из средств федерального бюджета.
- 22.08.2020, 1012130-7 — Волгоградская областная Дума, из МСК+1 в МСК (после областного опроса с соотношением голосов примерно 66 на 34 процента[117]). Положительный отзыв правительства, в котором отмечено, что изменение «позволит увеличить (суммарно за год) эффективно используемое населением светлое время суток в период с 6 до 9 часов утра», размещён на сайте Госдумы 19.11.2020. Закон подписан 22.12.2020, переход (перевод часов на 1 час назад) состоялся 27.12.2020 в 2:00 по местному времени.
- 22.02.2023, 301953-8 — Правительство РФ, о включении ДНР, ЛНР, Запорожской и Херсонской областей в состав территорий, образующих 2-ю часовую зону (МСК).
- 21.06.2023, 385082-8 — депутаты Госдумы М. Н. Матвеев, О. А. Михайлов, О. Н. Алимова, введение сезонного перевода часов. В пакете внесённых документов — Заключение правительства РФ от 19.04.2023, не поддержавшего законопроект. Законопроект отклонён 07.12.2023.

## Изменение местного времени в городах России
В перечне административных центров субъектов РФ указано смещение местного времени от UTC без учёта перехода на летнее время (* — ожидаемое смещение после даты осеннего перевода часов). Города перечислены преимущественно в порядке возрастания долготы — с запада на восток. В скобках: или точная дата, или год (точная дата после перечня), или приблизительный период, когда произошло изменение местного времени.
Калининград: 3 (7 апреля 1946), 2* (1989), 1* (1991), 2 (3 ноября 1991), 3 (2011), 2 (2014).
Псков, Санкт-Петербург, Великий Новгород, Смоленск, Мурманск, Петрозаводск, Брянск, Тверь, Орёл, Курск, Калуга, Белгород, Тула, Москва: 2 (1924), 3 (1931), 2* (1991), 3 (1992), 4 (2011), 3 (2014).
Севастополь, Симферополь: 2 (1924), 3 (1931), 2* (1 июля 1990), 3 (30 сентября 1990), 2* (1991), 3* (27 марта 1994), 2* (1996), 4 (30 марта 2014), 3 (2014).
Воронеж, Липецк, Рязань, Ростов-на-Дону, Владимир, Кострома, Иваново: 2 (1924), 3 (1931), 4 (1937—1947), 3 (1960—1962), 4 (1981), 3* (1982), 2* (1991), 3 (1992), 4 (2011), 3 (2014).
Краснодар, Майкоп, Тамбов, Ставрополь, Черкесск: 3 (1924), 4 (1931), 3 (1960—1962), 4 (1981), 3* (1982), 2* (1991), 3 (1992), 4 (2011), 3 (2014).
Ярославль: 2 (1924), 3 (1931), 4 (1937—1940), 3 (1939—1947), 4 (1957), 3 (1960—1962), 4 (1981), 3* (1982), 2* (1991), 3 (1992), 4 (2011), 3 (2014).
Вологда, Архангельск: 2 (1924), 3 (1931), 4 (1957), 3 (1961—1969), 4 (1981), 3* (1982), 2* (1991), 3 (1992), 4 (2011), 3 (2014).
Нальчик, Владикавказ, Пенза: 3 (1924), 4 (1931), 3 (1961—1969), 4 (1981), 3* (1982), 2* (1991), 3 (1992), 4 (2011), 3 (2014).
Нижний Новгород, Саранск, Йошкар-Ола: 3 (1924), 4 (1931), 3 (1961—1963), 4 (1981), 3* (1982), 2* (1991), 3 (1992), 4 (2011), 3 (2014).
Элиста, Магас, Махачкала: 3 (1924), 4 (1931), 3 (1968—1973), 4 (1981), 3* (1982), 2* (1991), 3 (1992), 4 (2011), 3 (2014).
Чебоксары: 3 (1924), 4 (1931), 3 (1 августа 1963), 4 (1981), 3* (1982), 2* (1991), 3 (1992), 4 (2011), 3 (2014).
Волгоград: 3 (1924), 4 (1931), 3* (1988), 2* (1991), 3 (29 сентября 1991, возможно), 4 (2011), 3 (2014), 4 (28 октября 2018), 3 (27 декабря 2020).
Саратов: 3 (1924), 4 (1931), 3* (1988), 2* (1991), 3 (29 сентября 1991, возможно), 4 (2011), 3 (2014), 4 (4 декабря 2016).
Грозный: 3 (1924), 4 (1931), 3 (1968—1973), 4 (1981), 3* (1982), 2* (1991), 3 (29 сентября 1991, возможно), 4 (2011), 3 (2014).
Астрахань: 3 (1924), 4 (1931), 3* (1989), 2* (1991), 3 (29 сентября 1991, возможно), 4 (2011), 3 (2014), 4 (2016).
Ульяновск: 3 (1924), 4 (1931), 3* (1989), 2* (1991), 3 (1992), 4 (2011), 3 (2014), 4 (2016).
Казань: 3 (1924), 4 (1931), 3 (1961—1969), 4 (1981), 3* (1982), 2* (1991), 3 (29 сентября 1991, возможно), 4 (2011), 3 (2014).
Киров: 3 (1924), 4 (1931), 3* (1989), 2* (1991), 3 (29 сентября 1991, возможно), 4 (2011), 3 (2014).
Самара: 3 (1924), 4 (1931), 3* (1989), 2* (1991), 3 (29 сентября 1991), 4 (1992), 3* (2010), 4 (2011).
Сыктывкар: 3 (1924), 4 (1931), 3 (1977—1980), 4 (1981), 3 (1984—1987), 2* (1991), 3 (1992), 4 (2011), 3 (2014).
Нарьян-Мар: 4 (1924), 5 (1931), 3 (1961—1969), 4 (1968—1973), 3 (1977—1980), 4 (1981), 3 (1984—1987), 2* (1991), 3 (1992), 4 (2011), 3 (2014).
Ижевск: 3 (1924), 4 (1931), 3* (1991), 4 (29 сентября 1991, возможно), 3* (2010), 4 (2011).
Оренбург, Уфа, Пермь, Екатеринбург, Челябинск, Курган: 4 (1924), 5 (1931), 4* (1991), 5 (1992), 6 (2011), 5 (2014).
Тюмень: 4 (1924), 5 (1931), 6 (1981), 5* (1982), 4* (1991), 5 (1992), 6 (2011), 5 (2014).
Салехард, Ханты-Мансийск: 5 (1924), 6 (1931), 5 (1961—1969), 6 (1981), 5* (1982), 4* (1991), 5 (1992), 6 (2011), 5 (2014).
Омск: 5 (1924), 6 (1931), 5* (1991), 6 (1992), 7 (2011), 6 (2014).
Новосибирск: 6 (1924), 7 (1931), 6* (1991), 7 (1992), 6* (23 мая 1993), 7 (2011), 6 (2014), 7 (24 июля 2016).
Барнаул, Горно-Алтайск: 6 (1924), 7 (1931), 6* (1991), 7 (1992), 6* (28 мая 1995), 7 (2011), 6 (2014), 7 (2016).
Томск: 6 (1924), 7 (1931), 6* (1991), 7 (1992), 6* (1 мая 2002), 7 (2011), 6 (2014), 7 (29 мая 2016).
Кемерово: 6 (1924), 7 (1931), 6* (1991), 7 (1992), 6* (2010), 7 (2011).
Абакан, Красноярск: 6 (1924), 7 (1931), 6* (1991), 7 (1992), 8 (2011), 7 (2014).
Кызыл: 7 (1944), 6* (1991), 7 (1992), 8 (2011), 7 (2014).
Иркутск, Улан-Удэ: 7 (1924), 8 (1931), 7* (1991), 8 (1992), 9 (2011), 8 (2014).
Чита: 8 (1924), 9 (1931), 8* (1991), 9 (1992), 10 (2011), 8 (2014), 9 (2016).
Благовещенск: 9 (1924), 10 (1931), 9 (1957), 8* (1991), 9 (1992), 10 (2011), 9 (2014).
Якутск: 8 (1924), 9 (1931), 8* (1991), 9 (1992), 10 (2011), 9 (2014).
Владивосток, Биробиджан, Хабаровск: 9 (1924), 10 (1931), 9* (1991), 10 (1992), 11 (2011), 10 (2014).
Южно-Сахалинск: 10 (1946), 11 (1957), 10* (1991), 11 (1992), 10* (30 марта 1997), 11 (2011), 10 (2014), 11 (2016).
Магадан: 10 (1924), 11 (1931), 10* (1991), 11 (1992), 12 (2011), 10 (2014), 11 (24 апреля 2016).
Петропавловск-Камчатский: 11 (1919), 12 (1931), 11* (1991), 12 (1992), 11* (2010), 12 (2011).
Анадырь: 12 (1924), 13 (1931), 12* (1982), 11* (1991), 12 (1992), 11* (2010), 12 (2011).
Точные даты изменения: 2 мая 1924 (в ряде мест указанное местное время уже действовало до этой даты), 9 февраля 1931, 1 марта 1957, 1 октября 1981, 1 апреля 1982, 27 марта 1988, 26 марта 1989, 31 марта 1991, 19 января 1992, 28 марта 2010, 31 августа 2011, 26 октября 2014, 27 марта 2016.
Приблизительные периоды в основном по картографическим данным: (1960—1962), (1961—1969), (1968—1973), (1977—1980), (1984—1987).

## Изменение времени в Москве с 1917 года
| Дата (дд.мм.гггг) | Время перевода часов | Величина изменения | Примечания                                                                                   | Разница c GMT/UTC |
| ----------------- | -------------------- | ------------------ | -------------------------------------------------------------------------------------------- | ----------------- |
| 30.06.1917        | 23:00                | +01:00             | Россия, изменение времени на летний период, постановление                                    | 03:30:17          |
| 28.12.1917        | 00:00                | −01:00             | РСФСР, отмена «летнего счёта времени», декрет                                                | 02:30:17          |
| 31.05.1918        | 22:00                | +02:00             | РСФСР, изменение времени на летний период, постановление                                     | 04:30:17          |
| 16.09.1918        | 01:00                | −01:00             | РСФСР, изменение времени на зимний период, постановление                                     | 03:30:17          |
| 31.05.1919        | 23:00                | +01:00             | РСФСР, изменение времени на летний период, декрет                                            | 04:30:17          |
| 01.07.1919        | 04:30:17             | −00:30:17          | РСФСР, введение системы часовых поясов на части территории, декрет                           | 04:00             |
| 16.08.1919        | 00:00                | −01:00             | РСФСР, изменение времени на зимний период, декрет                                            | 03:00             |
| 14.02.1921        | 23:00                | +01:00             | РСФСР, изменение времени на летний период, декрет                                            | 04:00             |
| 20.03.1921        | 23:00                | +01:00             | РСФСР, изменение времени на летний период, декрет                                            | 05:00             |
| 01.09.1921        | 00:00                | −01:00             | РСФСР, изменение времени на зимний период, декрет                                            | 04:00             |
| 01.10.1921        | 00:00                | −01:00             | РСФСР, изменение времени на зимний период, декрет                                            | 03:00             |
| 02.05.1924        | 00:00                | −01:00             | СССР, введение системы часовых поясов на всей территории, постановление                      | 02:00             |
| 21.06.1930        | 00:00                | +01:00             | СССР, изменение времени на летний период, постановление (условное начало декретного времени) | 03:00             |
| 01.10.1930        | 00:00                |                    | СССР, продление установленного порядка исчисления времени, постановление                     | 03:00             |
| 09.02.1931        |                      |                    | СССР, продление порядка исчисления времени «впредь до отмены», постановление                 | 03:00             |
| 01.03.1957        | 00:00                |                    | СССР, изменение официальных границ часовых поясов                                            | 03:00             |
| 01.04.1981        | 00:00                | +01:00             | СССР, введение летнего времени, постановление                                                | 04:00             |
| 01.10.1981        | 00:00                | −01:00             | СССР, отмена летнего времени, изменение официальных границ часовых поясов                    | 03:00             |
| 01.04.1982        | 00:00                | +01:00             | СССР, введение летнего времени                                                               | 04:00             |
| 01.10.1982        | 00:00                | −01:00             | СССР, отмена летнего времени                                                                 | 03:00             |
| 01.04.1983        | 00:00                | +01:00             | СССР, введение летнего времени                                                               | 04:00             |
| 01.10.1983        | 00:00                | −01:00             | СССР, отмена летнего времени                                                                 | 03:00             |
| 01.04.1984        | 00:00                | +01:00             | СССР, введение летнего времени                                                               | 04:00             |
| 30.09.1984        | 03:00                | −01:00             | СССР, отмена летнего времени, переход к европейской практике                                 | 03:00             |
| 31.03.1985        | 02:00                | +01:00             | СССР, введение летнего времени                                                               | 04:00             |
| 29.09.1985        | 03:00                | −01:00             | СССР, отмена летнего времени                                                                 | 03:00             |
| 30.03.1986        | 02:00                | +01:00             | СССР, введение летнего времени                                                               | 04:00             |
| 28.09.1986        | 03:00                | −01:00             | СССР, отмена летнего времени                                                                 | 03:00             |
| 29.03.1987        | 02:00                | +01:00             | СССР, введение летнего времени                                                               | 04:00             |
| 27.09.1987        | 03:00                | −01:00             | СССР, отмена летнего времени                                                                 | 03:00             |
| 27.03.1988        | 02:00                | +01:00             | СССР, введение летнего времени                                                               | 04:00             |
| 25.09.1988        | 03:00                | −01:00             | СССР, отмена летнего времени                                                                 | 03:00             |
| 26.03.1989        | 02:00                | +01:00             | СССР, введение летнего времени                                                               | 04:00             |
| 24.09.1989        | 03:00                | −01:00             | СССР, отмена летнего времени                                                                 | 03:00             |
| 25.03.1990        | 02:00                | +01:00             | СССР, введение летнего времени                                                               | 04:00             |
| 30.09.1990        | 03:00                | −01:00             | СССР, отмена летнего времени                                                                 | 03:00             |
| 31.03.1991        | 02:00                |                    | СССР, введение летнего времени, отмена декретного времени                                    | 03:00             |
| 29.09.1991        | 03:00                | −01:00             | СССР, отмена летнего времени                                                                 | 02:00             |
| 19.01.1992        | 02:00                | +01:00             | РФ, восстановление декретного времени, изменение официальных границ часовых поясов           | 03:00             |
| 29.03.1992        | 02:00                | +01:00             | РФ, введение летнего времени                                                                 | 04:00             |
| 27.09.1992        | 03:00                | −01:00             | РФ, отмена летнего времени                                                                   | 03:00             |
| 28.03.1993        | 02:00                | +01:00             | РФ, введение летнего времени                                                                 | 04:00             |
| 26.09.1993        | 03:00                | −01:00             | РФ, отмена летнего времени                                                                   | 03:00             |
| 27.03.1994        | 02:00                | +01:00             | РФ, введение летнего времени                                                                 | 04:00             |
| 25.09.1994        | 03:00                | −01:00             | РФ, отмена летнего времени                                                                   | 03:00             |
| 26.03.1995        | 02:00                | +01:00             | РФ, введение летнего времени                                                                 | 04:00             |
| 24.09.1995        | 03:00                | −01:00             | РФ, отмена летнего времени                                                                   | 03:00             |
| 31.03.1996        | 02:00                | +01:00             | РФ, введение летнего времени                                                                 | 04:00             |
| 27.10.1996        | 03:00                | −01:00             | РФ, отмена летнего времени, изменение порядка отмены                                         | 03:00             |
| 30.03.1997        | 02:00                | +01:00             | РФ, введение летнего времени                                                                 | 04:00             |
| 26.10.1997        | 03:00                | −01:00             | РФ, отмена летнего времени                                                                   | 03:00             |
| 29.03.1998        | 02:00                | +01:00             | РФ, введение летнего времени                                                                 | 04:00             |
| 25.10.1998        | 03:00                | −01:00             | РФ, отмена летнего времени                                                                   | 03:00             |
| 28.03.1999        | 02:00                | +01:00             | РФ, введение летнего времени                                                                 | 04:00             |
| 31.10.1999        | 03:00                | −01:00             | РФ, отмена летнего времени                                                                   | 03:00             |
| 26.03.2000        | 02:00                | +01:00             | РФ, введение летнего времени                                                                 | 04:00             |
| 29.10.2000        | 03:00                | −01:00             | РФ, отмена летнего времени                                                                   | 03:00             |
| 25.03.2001        | 02:00                | +01:00             | РФ, введение летнего времени                                                                 | 04:00             |
| 28.10.2001        | 03:00                | −01:00             | РФ, отмена летнего времени                                                                   | 03:00             |
| 31.03.2002        | 02:00                | +01:00             | РФ, введение летнего времени                                                                 | 04:00             |
| 27.10.2002        | 03:00                | −01:00             | РФ, отмена летнего времени                                                                   | 03:00             |
| 30.03.2003        | 02:00                | +01:00             | РФ, введение летнего времени                                                                 | 04:00             |
| 26.10.2003        | 03:00                | −01:00             | РФ, отмена летнего времени                                                                   | 03:00             |
| 28.03.2004        | 02:00                | +01:00             | РФ, введение летнего времени                                                                 | 04:00             |
| 31.10.2004        | 03:00                | −01:00             | РФ, отмена летнего времени                                                                   | 03:00             |
| 27.03.2005        | 02:00                | +01:00             | РФ, введение летнего времени                                                                 | 04:00             |
| 30.10.2005        | 03:00                | −01:00             | РФ, отмена летнего времени                                                                   | 03:00             |
| 26.03.2006        | 02:00                | +01:00             | РФ, введение летнего времени                                                                 | 04:00             |
| 29.10.2006        | 03:00                | −01:00             | РФ, отмена летнего времени                                                                   | 03:00             |
| 25.03.2007        | 02:00                | +01:00             | РФ, введение летнего времени                                                                 | 04:00             |
| 28.10.2007        | 03:00                | −01:00             | РФ, отмена летнего времени                                                                   | 03:00             |
| 30.03.2008        | 02:00                | +01:00             | РФ, введение летнего времени                                                                 | 04:00             |
| 26.10.2008        | 03:00                | −01:00             | РФ, отмена летнего времени                                                                   | 03:00             |
| 29.03.2009        | 02:00                | +01:00             | РФ, введение летнего времени                                                                 | 04:00             |
| 25.10.2009        | 03:00                | −01:00             | РФ, отмена летнего времени                                                                   | 03:00             |
| 28.03.2010        | 02:00                | +01:00             | РФ, введение летнего времени                                                                 | 04:00             |
| 31.10.2010        | 03:00                | −01:00             | РФ, отмена летнего времени                                                                   | 03:00             |
| 27.03.2011        | 02:00                | +01:00             | РФ, введение летнего времени (пока ещё действует постановление от 8 января 1992 года)        | 04:00             |
| 31.08.2011        |                      |                    | РФ, изменение местного времени (московское время соответствует UTC(SU) + 4), постановление   | 04:00             |
| 26.10.2014        | 02:00                | −01:00             | РФ, изменение местного времени (московское время соответствует UTC(SU) + 3), закон           | 03:00             |

## Полдень в городах России
Значение среднего солнечного полдня рассчитано по географической долготе города (условного центра города). Географические координаты городов в десятичных градусах взяты в основном из одного источника и округлены до достаточного количества знаков после запятой.
| Административный центр   | Средний полдень | Широта, градусы | Долгота, градусы | Разница с Москвой по долготе, градусы | Разница с Москвой по местному солнечному времени, часы | Часовая зона | Разница с Гринвичем по местному солнечному времени, часы | Местное время |
| ------------------------ | --------------- | --------------- | ---------------- | ------------------------------------- | ------------------------------------------------------ | ------------ | -------------------------------------------------------- | ------------- |
| Южно-Сахалинск           | 13:29           | 47,0            | 142,736          | 105,1                                 | 7,0                                                    | МСК+8        | 9,5                                                      | UTC+11        |
| Новосибирск              | 13:28           | 55,0            | 82,935           | 45,3                                  | 3,0                                                    | МСК+4        | 5,5                                                      | UTC+7         |
| Чита                     | 13:26           | 52,0            | 113,501          | 75,9                                  | 5,1                                                    | МСК+6        | 7,6                                                      | UTC+9         |
| Петропавловск-Камчатский | 13:25           | 53,0            | 158,651          | 121,0                                 | 8,1                                                    | МСК+9        | 10,6                                                     | UTC+12        |
| Барнаул                  | 13:25           | 53,4            | 83,764           | 46,1                                  | 3,1                                                    | МСК+4        | 5,6                                                      | UTC+7         |
| Томск                    | 13:20           | 56,5            | 84,974           | 47,4                                  | 3,2                                                    | МСК+4        | 5,7                                                      | UTC+7         |
| Оренбург                 | 13:20           | 51,8            | 55,099           | 17,5                                  | 1,2                                                    | МСК+2        | 3,7                                                      | UTC+5         |
| Горно-Алтайск            | 13:16           | 52,0            | 85,919           | 48,3                                  | 3,2                                                    | МСК+4        | 5,7                                                      | UTC+7         |
| Уфа                      | 13:16           | 54,7            | 55,968           | 18,4                                  | 1,2                                                    | МСК+2        | 3,7                                                      | UTC+5         |
| Кемерово                 | 13:16           | 55,3            | 86,083           | 48,5                                  | 3,2                                                    | МСК+4        | 5,7                                                      | UTC+7         |
| Пермь                    | 13:15           | 58,0            | 56,250           | 18,6                                  | 1,2                                                    | МСК+2        | 3,8                                                      | UTC+5         |
| Владивосток              | 13:13           | 43,1            | 131,874          | 94,3                                  | 6,3                                                    | МСК+7        | 8,8                                                      | UTC+10        |
| Биробиджан               | 13:08           | 48,8            | 132,924          | 95,3                                  | 6,4                                                    | МСК+7        | 8,9                                                      | UTC+10        |
| Псков                    | 13:07           | 57,8            | 28,350           | −9,3                                  | −0,6                                                   | МСК          | 1,9                                                      | UTC+3         |
| Омск                     | 13:07           | 55,0            | 73,369           | 35,8                                  | 2,4                                                    | МСК+3        | 4,9                                                      | UTC+6         |
| Иркутск                  | 13:03           | 52,3            | 104,296          | 66,7                                  | 4,4                                                    | МСК+5        | 7,0                                                      | UTC+8         |
| Хабаровск                | 13:00           | 48,5            | 135,084          | 97,5                                  | 6,5                                                    | МСК+7        | 9,0                                                      | UTC+10        |
| Санкт-Петербург          | 12:59           | 59,9            | 30,314           | −7,3                                  | −0,5                                                   | МСК          | 2,0                                                      | UTC+3         |
| Екатеринбург             | 12:58           | 56,9            | 60,612           | 23,0                                  | 1,5                                                    | МСК+2        | 4,0                                                      | UTC+5         |
| Магадан                  | 12:57           | 59,6            | 150,803          | 113,2                                 | 7,5                                                    | МСК+8        | 10,1                                                     | UTC+11        |
| Саратов                  | 12:56           | 51,5            | 46,009           | 8,4                                   | 0,6                                                    | МСК+1        | 3,1                                                      | UTC+4         |
| Великий Новгород         | 12:55           | 58,5            | 31,271           | −6,3                                  | −0,4                                                   | МСК          | 2,1                                                      | UTC+3         |
| Абакан                   | 12:54           | 53,7            | 91,429           | 53,8                                  | 3,6                                                    | МСК+4        | 6,1                                                      | UTC+7         |
| Челябинск                | 12:54           | 55,2            | 61,429           | 23,8                                  | 1,6                                                    | МСК+2        | 4,1                                                      | UTC+5         |
| Смоленск                 | 12:52           | 54,8            | 32,040           | −5,6                                  | −0,4                                                   | МСК          | 2,1                                                      | UTC+3         |
| Улан-Удэ                 | 12:50           | 51,8            | 107,606          | 70,0                                  | 4,7                                                    | МСК+5        | 7,2                                                      | UTC+8         |
| Красноярск               | 12:49           | 56,0            | 92,867           | 55,3                                  | 3,7                                                    | МСК+4        | 6,2                                                      | UTC+7         |
| Астрахань                | 12:48           | 46,3            | 48,041           | 10,4                                  | 0,7                                                    | МСК+1        | 3,2                                                      | UTC+4         |
| Мурманск                 | 12:48           | 69,0            | 33,093           | −4,5                                  | −0,3                                                   | МСК          | 2,2                                                      | UTC+3         |
| Ульяновск                | 12:46           | 54,3            | 48,387           | 10,8                                  | 0,7                                                    | МСК+1        | 3,2                                                      | UTC+4         |
| Севастополь              | 12:46           | 44,6            | 33,522           | −4,1                                  | −0,3                                                   | МСК          | 2,2                                                      | UTC+3         |
| Симферополь              | 12:44           | 45,0            | 34,111           | −3,5                                  | −0,2                                                   | МСК          | 2,3                                                      | UTC+3         |
| Петрозаводск             | 12:43           | 61,8            | 34,347           | −3,3                                  | −0,2                                                   | МСК          | 2,3                                                      | UTC+3         |
| Брянск                   | 12:43           | 53,3            | 34,372           | −3,2                                  | −0,2                                                   | МСК          | 2,3                                                      | UTC+3         |
| Кызыл                    | 12:42           | 51,7            | 94,453           | 56,8                                  | 3,8                                                    | МСК+4        | 6,3                                                      | UTC+7         |
| Самара                   | 12:39           | 53,2            | 50,150           | 12,5                                  | 0,8                                                    | МСК+1        | 3,3                                                      | UTC+4         |
| Курган                   | 12:39           | 55,5            | 65,333           | 27,7                                  | 1,8                                                    | МСК+2        | 4,4                                                      | UTC+5         |
| Калининград              | 12:38           | 54,7            | 20,511           | −17,1                                 | −1,1                                                   | МСК−1        | 1,4                                                      | UTC+2         |
| Тюмень                   | 12:38           | 57,2            | 65,527           | 27,9                                  | 1,9                                                    | МСК+2        | 4,4                                                      | UTC+5         |
| Тверь                    | 12:36           | 56,9            | 35,901           | −1,7                                  | −0,1                                                   | МСК          | 2,4                                                      | UTC+3         |
| Орёл                     | 12:36           | 53,0            | 36,079           | −1,5                                  | −0,1                                                   | МСК          | 2,4                                                      | UTC+3         |
| Курск                    | 12:35           | 51,7            | 36,187           | −1,4                                  | −0,1                                                   | МСК          | 2,4                                                      | UTC+3         |
| Калуга                   | 12:35           | 54,5            | 36,275           | −1,3                                  | −0,1                                                   | МСК          | 2,4                                                      | UTC+3         |
| Белгород                 | 12:34           | 50,6            | 36,580           | −1,0                                  | −0,1                                                   | МСК          | 2,4                                                      | UTC+3         |
| Салехард                 | 12:34           | 66,5            | 66,602           | 29,0                                  | 1,9                                                    | МСК+2        | 4,4                                                      | UTC+5         |
| Благовещенск             | 12:30           | 50,3            | 127,541          | 89,9                                  | 6,0                                                    | МСК+6        | 8,5                                                      | UTC+9         |
| Москва                   | 12:30           | 55,8            | 37,616           | −                                     | −                                                      | МСК          | 2,5                                                      | UTC+3         |
| Тула                     | 12:30           | 54,2            | 37,618           | 0,0                                   | 0,0                                                    | МСК          | 2,5                                                      | UTC+3         |
| Ижевск                   | 12:27           | 56,8            | 53,204           | 15,6                                  | 1,0                                                    | МСК+1        | 3,5                                                      | UTC+4         |
| Краснодар                | 12:24           | 45,0            | 38,976           | 1,4                                   | 0,1                                                    | МСК          | 2,6                                                      | UTC+3         |
| Ханты-Мансийск           | 12:24           | 61,0            | 69,002           | 31,4                                  | 2,1                                                    | МСК+2        | 4,6                                                      | UTC+5         |
| Воронеж                  | 12:23           | 51,7            | 39,184           | 1,6                                   | 0,1                                                    | МСК          | 2,6                                                      | UTC+3         |
| Липецк                   | 12:22           | 52,6            | 39,571           | 2,0                                   | 0,1                                                    | МСК          | 2,6                                                      | UTC+3         |
| Рязань                   | 12:21           | 54,6            | 39,692           | 2,1                                   | 0,1                                                    | МСК          | 2,6                                                      | UTC+3         |
| Ростов-на-Дону           | 12:21           | 47,2            | 39,723           | 2,1                                   | 0,1                                                    | МСК          | 2,6                                                      | UTC+3         |
| Якутск                   | 12:21           | 62,0            | 129,733          | 92,1                                  | 6,1                                                    | МСК+6        | 8,6                                                      | UTC+9         |
| Ярославль                | 12:21           | 57,6            | 39,874           | 2,3                                   | 0,2                                                    | МСК          | 2,7                                                      | UTC+3         |
| Вологда                  | 12:20           | 59,2            | 39,884           | 2,3                                   | 0,2                                                    | МСК          | 2,7                                                      | UTC+3         |
| Майкоп                   | 12:20           | 44,6            | 40,106           | 2,5                                   | 0,2                                                    | МСК          | 2,7                                                      | UTC+3         |
| Владимир                 | 12:18           | 56,1            | 40,397           | 2,8                                   | 0,2                                                    | МСК          | 2,7                                                      | UTC+3         |
| Архангельск              | 12:18           | 64,5            | 40,543           | 2,9                                   | 0,2                                                    | МСК          | 2,7                                                      | UTC+3         |
| Кострома                 | 12:16           | 57,8            | 40,927           | 3,3                                   | 0,2                                                    | МСК          | 2,7                                                      | UTC+3         |
| Иваново                  | 12:16           | 57,0            | 40,971           | 3,4                                   | 0,2                                                    | МСК          | 2,7                                                      | UTC+3         |
| Тамбов                   | 12:14           | 52,7            | 41,443           | 3,8                                   | 0,3                                                    | МСК          | 2,8                                                      | UTC+3         |
| Ставрополь               | 12:12           | 45,0            | 41,973           | 4,4                                   | 0,3                                                    | МСК          | 2,8                                                      | UTC+3         |
| Черкесск                 | 12:12           | 44,2            | 42,058           | 4,4                                   | 0,3                                                    | МСК          | 2,8                                                      | UTC+3         |
| Анадырь                  | 12:10           | 64,7            | 177,510          | 139,9                                 | 9,3                                                    | МСК+9        | 11,8                                                     | UTC+12        |
| Нальчик                  | 12:06           | 43,5            | 43,619           | 6,0                                   | 0,4                                                    | МСК          | 2,9                                                      | UTC+3         |
| Нижний Новгород          | 12:04           | 56,3            | 44,002           | 6,4                                   | 0,4                                                    | МСК          | 2,9                                                      | UTC+3         |
| Элиста                   | 12:03           | 46,3            | 44,256           | 6,6                                   | 0,4                                                    | МСК          | 3,0                                                      | UTC+3         |
| Волгоград                | 12:02           | 48,7            | 44,502           | 6,9                                   | 0,5                                                    | МСК          | 3,0                                                      | UTC+3         |
| Владикавказ              | 12:01           | 43,0            | 44,668           | 7,1                                   | 0,5                                                    | МСК          | 3,0                                                      | UTC+3         |
| Магас                    | 12:01           | 43,2            | 44,773           | 7,2                                   | 0,5                                                    | МСК          | 3,0                                                      | UTC+3         |
| Пенза                    | 12:00           | 53,2            | 45,005           | 7,4                                   | 0,5                                                    | МСК          | 3,0                                                      | UTC+3         |
| Саранск                  | 11:59           | 54,2            | 45,175           | 7,6                                   | 0,5                                                    | МСК          | 3,0                                                      | UTC+3         |
| Грозный                  | 11:57           | 43,3            | 45,689           | 8,1                                   | 0,5                                                    | МСК          | 3,0                                                      | UTC+3         |
| Чебоксары                | 11:51           | 56,1            | 47,252           | 9,6                                   | 0,6                                                    | МСК          | 3,2                                                      | UTC+3         |
| Махачкала                | 11:50           | 43,0            | 47,502           | 9,9                                   | 0,7                                                    | МСК          | 3,2                                                      | UTC+3         |
| Йошкар-Ола               | 11:48           | 56,6            | 47,891           | 10,3                                  | 0,7                                                    | МСК          | 3,2                                                      | UTC+3         |
| Казань                   | 11:44           | 55,8            | 49,122           | 11,5                                  | 0,8                                                    | МСК          | 3,3                                                      | UTC+3         |
| Киров                    | 11:41           | 58,6            | 49,660           | 12,0                                  | 0,8                                                    | МСК          | 3,3                                                      | UTC+3         |
| Сыктывкар                | 11:37           | 61,7            | 50,810           | 13,2                                  | 0,9                                                    | МСК          | 3,4                                                      | UTC+3         |
| Нарьян-Мар               | 11:28           | 67,6            | 53,004           | 15,4                                  | 1,0                                                    | МСК          | 3,5                                                      | UTC+3         |

### Разброс времени среднего полдня
Разброс времени среднего солнечного полдня в административных центрах регионов может служить оценкой неравномерности часовых зон по долготе. Неравномерность часовых зон приводит к большому различию световой обстановки в зависимости от времени суток в регионах, находящихся на одной широте. В общем случае, чем больше разброс времени среднего полдня, тем больше неравномерность часовых зон (см. Часовой пояс#Административные часовые пояса).
В выводах исследований, проведённых под руководством доктора биологических наук М. Ф. Борисенкова в границах московской часовой зоны, утверждается, что из-за увеличения размера часовых зон происходит рассогласование биологических часов человека, и это нередко приводит к ухудшению его самочувствия и здоровья. Поэтому рекомендуется привести часовые зоны к стандартному размеру, равному 15°. Также рекомендуется пересмотреть режим работы госучреждений, особенно в городах и сёлах, расположенных вблизи западных границ часовых зон, приведя его в соответствие с физиологическими особенностями функционирования циркадной системы человека.
Рекомендации по различному времени начала работы и учёбы в районах вне среднего меридиана часовой зоны можно найти у В. П. Апрелева: в районах на востоке часовой зоны рабочий день должен начинаться раньше, чем на среднем меридиане (пропорционально разности долготы района и среднего меридиана), а на западе — позже.

## Отличие UTC(SU) от UTC
Национальная шкала времени Российской Федерации UTC(SU) контролируется Государственной службой времени и частоты и имеет некоторое расхождение со шкалой UTC из-за асинхронности. Согласно действующим нормативным документам для Государственного первичного эталона единиц времени, частоты и национальной шкалы времени допустимое расхождение национальной шкалы времени UTC(SU) относительно шкалы всемирного координированного времени UTC составляет ±7 нc.

## Прерогатива решения вопросов исчисления времени
Изменение по мере необходимости границ часовых поясов (часовых зон) и надзор за соблюдением установленного порядка исчисления времени на территории СССР и России в разные периоды осуществляли:
- 1919—1924 — Межведомственная комиссия по введению счёта времени по международной системе часовых поясов при Главном гидрографическом управлении Народного комиссариата по морским делам РСФСР[11];
- 1924—1947 — Комитет службы времени при Главной астрономической обсерватории в Пулкове[151];
- 1947—1955 — Межведомственная комиссия единой службы времени при комитете по делам мер и измерительных приборов при Совете Министров СССР[149];
- 1955—1991 — Государственная комиссия единого времени и эталонных частот СССР;
- 1992—1993 — Государственный комитет по стандартизации, метрологии и сертификации при Президенте Российской Федерации[37];
- 1993—2004 — Межведомственная комиссия по времени и эталонным частотам при Комитете Российской Федерации по стандартизации, метрологии и сертификации[152][153];
- 2005—2012 — не было постоянно действующей специальной координационной структуры по вопросам времени[154];
- 2013—2016 — Комитет Государственной думы по охране здоровья;
- с 2016 года — Комитет Государственной думы по экономической политике, промышленности, инновационному развитию и предпринимательству — согласно перечню утверждённых вопросов ведения, пункт 5[155], однако профильным остаётся Комитет Государственной думы по охране здоровья. При этом разработка предложений по совершенствованию системы исчисления времени (заключения, поправки и официальные отзывы по законопроектам) возложена на Министерство промышленности и торговли Российской Федерации[156].